# Garagerock
Garagerock of garage is een ongepolijste vorm van rockmuziek, soms neigend naar protopunk, punk of indierock, maar oorspronkelijk naar surfrock en rockabilly. Garagerock genoot grote populariteit in de jaren zestig en is sindsdien bij vlagen populair geweest. Garagerock kenmerkt zich door rauwe gitaar en drums, overwegend simpele akkoordenprogressies en vaak hoogenergieke, soms agressieve, songteksten of zangstijl. Vaak hebben de opnames ook reverb zoals die in een echte garage te krijgen is. De naam komt van het feit dat van de makers vaak gedacht werd dat ze eindeloos repeteerden in de garage van het ouderlijk huis. Voorbeelden van garagerockbands zijn Mando Diao, The Hives, The Strokes, The Libertines, The Datsuns, The White Stripes en Yeah Yeah Yeahs.

## Ontstaan
Garagerock ontstond in de jaren zestig met jonge Amerikaanse rock-'n-rollbands die hun Britse helden zoals The Beatles en The Kinks probeerden te imiteren. Dit werd mogelijk doordat muziekinstrumenten steeds goedkoper werden in de Verenigde Staten. Door een gebrek aan instrumentenbeheersing en muzikale kennis beperkte men zich voornamelijk tot drieakkoordenschema's om een zo rauw mogelijke vorm van rock-'n-roll te creëren, die als maximaal puur (van emotie) werd ervaren.
In de jaren zeventig en tachtig werden veel garagerocksingles van de jaren zestig opnieuw uitgebracht op verzamel-lp's. Bekende verzamelalbumseries zijn Pebbles, Boulders, Born Bad en Back from the Grave. Veel van deze lp's en singles zijn een kostbaar en gewild antiquarisch verzamelobject geworden.

## Invloeden
Garagerock is altijd een undergroundstroming geweest, maar net als tijdens de punkbeweging van 1977 kwam er ongeveer sinds 2000 een herwaardering voor deze muziek, doordat bands als The White Stripes, The Strokes, The Hives, Black Rebel Motorcycle Club en The Dirtbombs met hun op garagerock geënte muziek een groot publiek weten of wisten te bereiken. De muziekstroming heeft zich wel ontwikkeld. De garagerock van nu wordt bijvoorbeeld in een veel hoger tempo gespeeld. Dit komt door punkinvloeden. Punk is een genre waar garagerock van nu aan verwant is. Qua sfeer is er niet heel veel veranderd sinds de jaren zestig. Garagerock wordt nog steeds voornamelijk gespeeld door jonge mensen en de muziek is nog altijd zo primair mogelijk. Garagerock moet klinken alsof het in een garage gespeeld is: rammelend, rauw, ranzig en emotioneel.
Een voorbeeld van garagerock is de muziek van de band Oblivians.
Een radiostation dat veel garagerock draait is WOXY uit Cincinnati, Ohio.

## Garagebands uit de jaren zestig
- 13th Floor Elevators (VS)
- The Sonics (VS)
- The Wailers (VS)
- The Outsiders (NL)
- Los Yorks (Peru)
- The Stooges (VS)
- MC5 (VS)

## Garagebands uit de jaren zeventig
- Modern Lovers

## Garagebands uit de jaren tachtig
- Dead Moon
- The Cynics
- The Lyres
- D.M.Z
- The Gories
- The Chesterfield Kings
- The Fuzztones
- The Tell-tale hearts
- The Pandoras
- The Paranoiacs (B)